# Thomas Rowlandson
Thomas Rowlandson (červenec 1756 Londýn – 22. dubna 1827 tamtéž) byl anglický malíř a karikaturista.

## Galerie

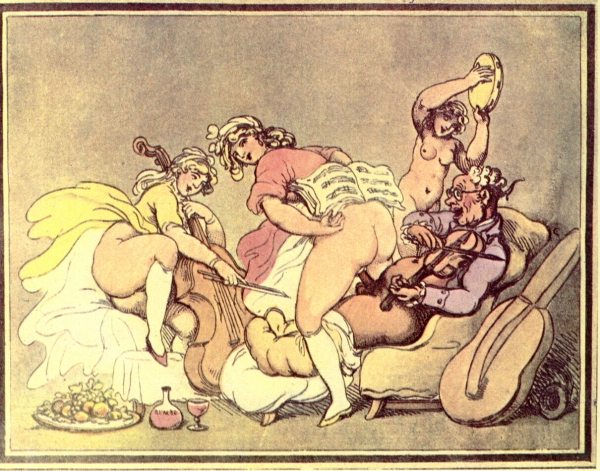
Koncert, po r. 1812
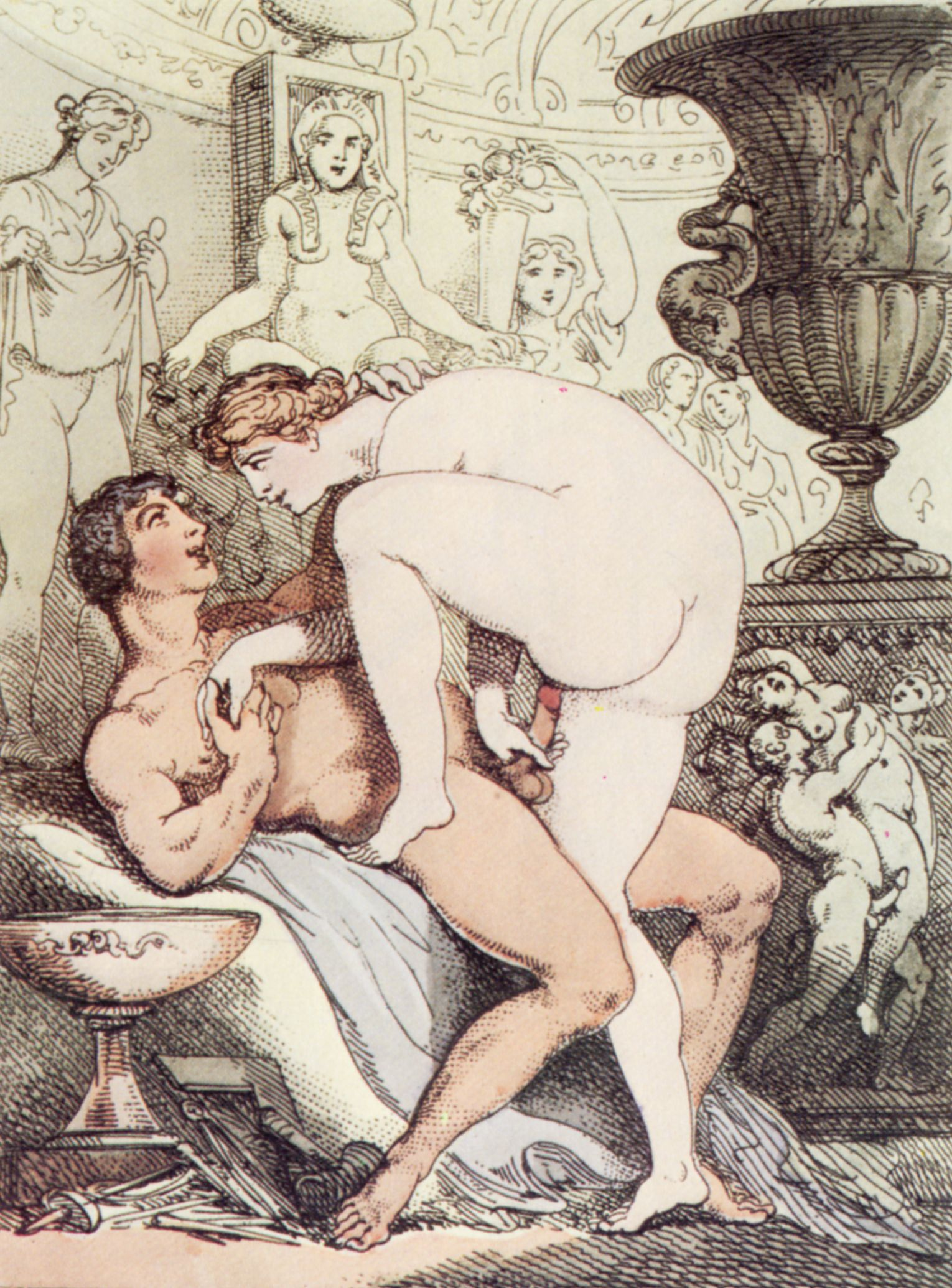
Moderní Pygmalion
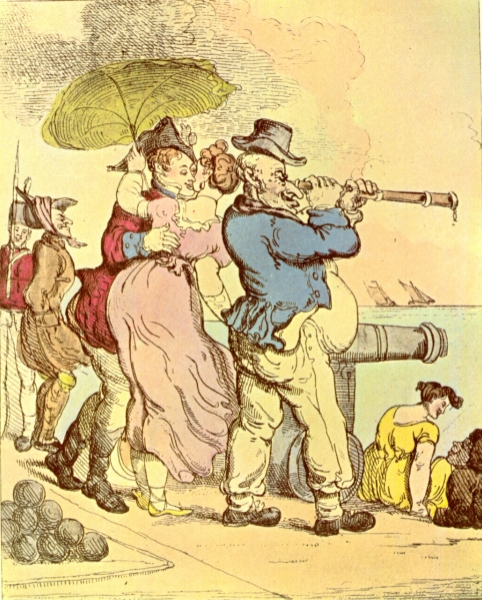
Ukradené polibky
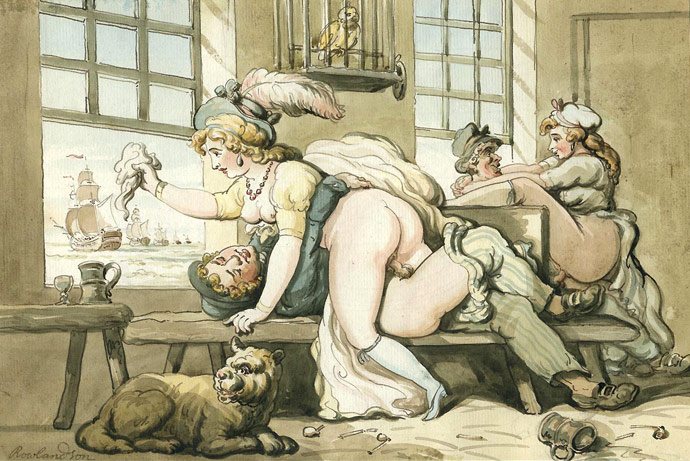
Sbohem